# Arbres-nains
Pour les articles homonymes, voir Arbre-nain.
Les arbres-nain est une légende traditionnelle du Japon.

## La légende
Tomonari et sa femme ont pour toute richesse trois arbres nains : un thuya âgé de cent ans, un pin âgé de cent vingt ans et un érable âgé de deux cents ans.
Tous deux prodiguent à ces plantes les soins les plus attentifs. Très pauvres, manquant du nécessaire, ils n'auraient jamais songé à vendre ces arbres nains dont ils auraient cependant pu tirer un bon prix.
Un jour, alors qu'ils sont dans la pire des misères. On frappe à la porte. Ils ouvrent et voient devant eux un moine mendiant qui leur demande un repas et l'hospitalité pour quelques heures. Dehors il fait froid, il neige et il vente.
- « C'est impossible, répond Tomonari. Nous sommes si pauvres que nous n'avons rien à manger. Quant à se chauffer, c'est hors de question. »
- « Je vous demandais l'hospitalité au nom de Bouddha, notre maître? Puisque vous ne pouvez pas m'accueillir… »
Le moine salue et s'en va sous la neige, pieds nus, chaussé de ses seules getas.
Les deux époux se regardent tristes et humiliés. Prise de remords, la femme lui dit : « Va chercher le prêtre. Nous partagerons ce qu'il y a… »
Le mari enfile à son tour ses getas et se lance à la poursuite du prêtre. Il n'a pas loin à aller. Le malheureux, épuisé, s'est laissé tomber sur la neige. Il le ramène chez lui et lui sert la galette de millet sèche qu'ils ont mise de côté pour le repas du lendemain. Le prêtre se jette sur cette maigre nourriture avec avidité.
Voyant que leur hôte grelotte de froid, Tomonari s'adresse à sa femme :
- « Il faudrait réchauffer ce malheureux »
Oui, mais avec quoi. Les deux époux se regardent avec angoisse. À moins que…Il faut brûler les arbres-nains. Avec des larmes dans les yeux, sa femme se saisit du thuya centenaire, le met en pièces et allume un feu. Le végétal a tôt fait de se consumer. Il faut maintenant alimenter la flamme avec le pin; puis c'est au tour de l'érable.
Tomonari et sa femme n'ont plus rien. Ils ont tout donné; même ce qu'ils ont de plus cher. Ils peuvent être fiers. En se délivrant de tout attachement égoïste, ils se sont rapprochés du Nirvâna. Le Bouddha doit être content d'eux.